# FK 메탈라츠 고르니밀라노바츠
FK 메탈라츠 고르니밀라노바츠(세르비아어: Фудбалски клуб Meтaлaц Гoрњи Милановац / Fudbalski klub Metalac Gornji Milanovac)는 고르니밀라노바츠를 연고로 하는 세르비아의 축구 클럽이다. 현재는 세르비아 수페르리가에 참가하고 있다.

## 선수 명단

### 현역
- 보얀 미야일로비치(2013 ~ 2014, 2015 ~ 2020, 2023 ~ )

### 역대
- 크르피치(2013 ~ 2014)